# مقدمه‌ای بر نقد اقتصاد سیاسی
مقدمه‌ای بر نقد اقتصاد سیاسی (آلمانی: Zur Kritik der Politischen Ökonomie) کتابی نوشته کارل مارکس متفکر آلمانی است که برای اولین بار در سال ۱۸۵۹ منتشر شده‌است. کتاب به‌طور عمده دربارهٔ تحلیل سرمایه داری و نظریه مقداری پول است که با نقد شارحان نظری پیشرو سرمایه‌داری در زمان خود به ویژه پژوهشگران حوزه اقتصاد سیاسی و اقتصاددانان کلاسیکی همچون آدام اسمیت و دیوید ریکاردو نوشته شده‌است.

## اهمیت کتاب
بسیاری از نقدهایی که مارکس در این کتاب ارائه داده‌است بعدها در کتاب سرمایه (جلد اول) که در سال ۱۸۶۷ منتشر شد نیز بیان شده‌است و این کتاب به عنوان دومین نوشتار مهم در میان آثار مارکس به‌شمار می‌آید. این کتاب شامل اولین صورت بندی‌های اصلی‌ترین نظریه کارل مارکس یعنی نظریه تفسیر اقتصادی تاریخ یا ماده گرایی تاریخی است. به صورت خلاصه این نظریه به این موضوع اشاره دارد که عوامل اقتصادی (شیوه و ابزارهای تولید) نوع صورت بندی سیاست و ایدئولوژی هر جامعه را تعیین می‌کنند:

«کلیت این روابط تولیدی ساختار اقتصادی جامعه را شکل می‌دهد، این زیربنای واقعی است که از آن روبنای اخلاقی و سیاسی بوجود می‌آید و بر طبق آن فرم‌های آگاهی اجتماعی نیز شکل می‌گیرد. شیوه تولید مادی زندگی، فرایند عمومی اجتماعی، سیاسی و فکری را تعیین می‌کند».